# Balocha bicolor
Balocha bicolor är en insektsart som beskrevs av Maldonado-capriles 1968. Balocha bicolor ingår i släktet Balocha och familjen dvärgstritar. Inga underarter finns listade i Catalogue of Life.